# Gianni Remuzzi
Gianni Remuzzi (Bergamo, 19 gennaio 1894 – Bergamo, 27 febbraio 1951) è stato uno scultore italiano.

## Biografia

### Periodo giovanile
Giovanni Giacomo, in arte Gianni, nacque a Bergamo il 19 gennaio 1894, figlio di Giovanni Giuseppe Remuzzi (1865-1945) e di Maria Alceste Crespi (1867-1926).
Autodidatta, si specializzò nella lavorazione del marmo ad Acqui Terme nell'azienda artigianale di famiglia Fratelli Remuzzi, fondata nel 1919 con Luigi (1892-1935), Vittorio (1896-1957) e Carlo (1899-1952), poi divenuta nota per i numerosi ed importanti lavori eseguiti in varie parti d'Italia e anche all'estero.
Ancor giovane, si trasferì a Roma. Allievo dello scultore Angelo Zanelli, frequentò il suo studio nella capitale per diverso tempo, in particolare, partecipò attivamente alla realizzazione del grande fregio in marmo del Vittoriano, ideato dall'illustre maestro nel 1906.

Tra le opere del periodo giovanile vanno citati un Autoritratto in marmo esposto nel 1925 alla III^ Biennale romana, le figure allegoriche (1927-1928) per la ex-sede di Durazzo della Banca Nazionale di Albania e per il Palazzetto di Via Sannio a Roma, ex-sede della Società Telefonica Tirrena, su progetto di Vittorio Morpurgo e le Fame volanti per la balconata del palco reale e del I° ordine dei palchi del Teatro dell'Opera di Roma, su progetto di Marcello Piacentini. Nel 1925 scolpì la targa commemorativa dedicata all'esploratore Giacomo Bove, posta sulla casa natale di Maranzana ora anche Casa Museo Giacomo Bove.

### Periodo a Cuba
Nel 1929 si trasferì a Cuba, al seguito dell'impresa familiare vincitrice del concorso di fornitura dei marmi per il Palazzo del Parlamento all'Avana, detto Capitolio Nacional, dove lo stesso Zanelli aveva firmato l'anno precedente le monumentali sculture in bronzo poste all'entrata e la colossale statua che rappresenta la Repubblica di Cuba. Per il Capitolio, Remuzzi realizzò i grandi bassorilievi in bronzo collocati nell'emiciclo (Il progresso e L'invasione) e due metope in marmo per le logge dell'ala sud (1930), opere che gli diedero lustro e notorietà.
Risalgono invece al 1932 gli altorilievi in marmo sul tema de Il lavoro (La pesca, la cantieristica, la vendemmia, la tessitura) scolpiti per la sede di Bari della Banca d'Italia su progetto di Biagio Accolti Gil (1872-1940).

### Periodo dopo il rientro da Cuba
Rientrato nella sua città natale, aprì uno studio di scultura che presto divenne luogo di formazione di giovani artisti promettenti tra i quali Piero Brolis, Stefano Locatelli e Ferruccio Guidotti.
Nel 1933 fu chiamato a reggere la cattedra di scultura all'Accademia Carrara di Bergamo, incarico che mantenne sino al 1948.
Nel 1940 una sua opera tra le più pregevoli, Il Brivido, nudo femminile in marmo a grandezza naturale (gli fu modella Barbara Zanchi, poi sua moglie), venne accettata alla XXII Biennale di Venezia.
Artista profondamente legato ai classici, dotato di potente forza creativa, si espresse con notevole maestria, eleganza e vigoria plastica nei ritratti (vanno ricordati quelli del poeta Pietro Ruggeri da Stabello del 1933 e della cantante Angelina Ortolani del 1934 per la città di Bergamo, del colonnello garibaldino Francesco Nullo del 1938 per la città di Varsavia, del poeta Trilussa del 1940, del giornalista Indro Montanelli del 1944, ecc.) e in molteplici opere sacre e profane (come ad esempio, oltre alle opere già ricordate, la Pietà in marmo del 1930 per la cappella Viarengo-Aluffi nel Cimitero di Castelnuovo Calcea, il Cristo in croce in bronzo del 1932 per la tomba Dolci nel Cimitero Civico di Bergamo, l'Elevazione della croce in bronzo, di notevoli dimensioni, per la Tomba Baghetti nel Cimitero Monumentale di Milano realizzata tra il 1936 e il 1942).
Morì a Bergamo il 27 febbraio 1951.